# Tratado de Almizra

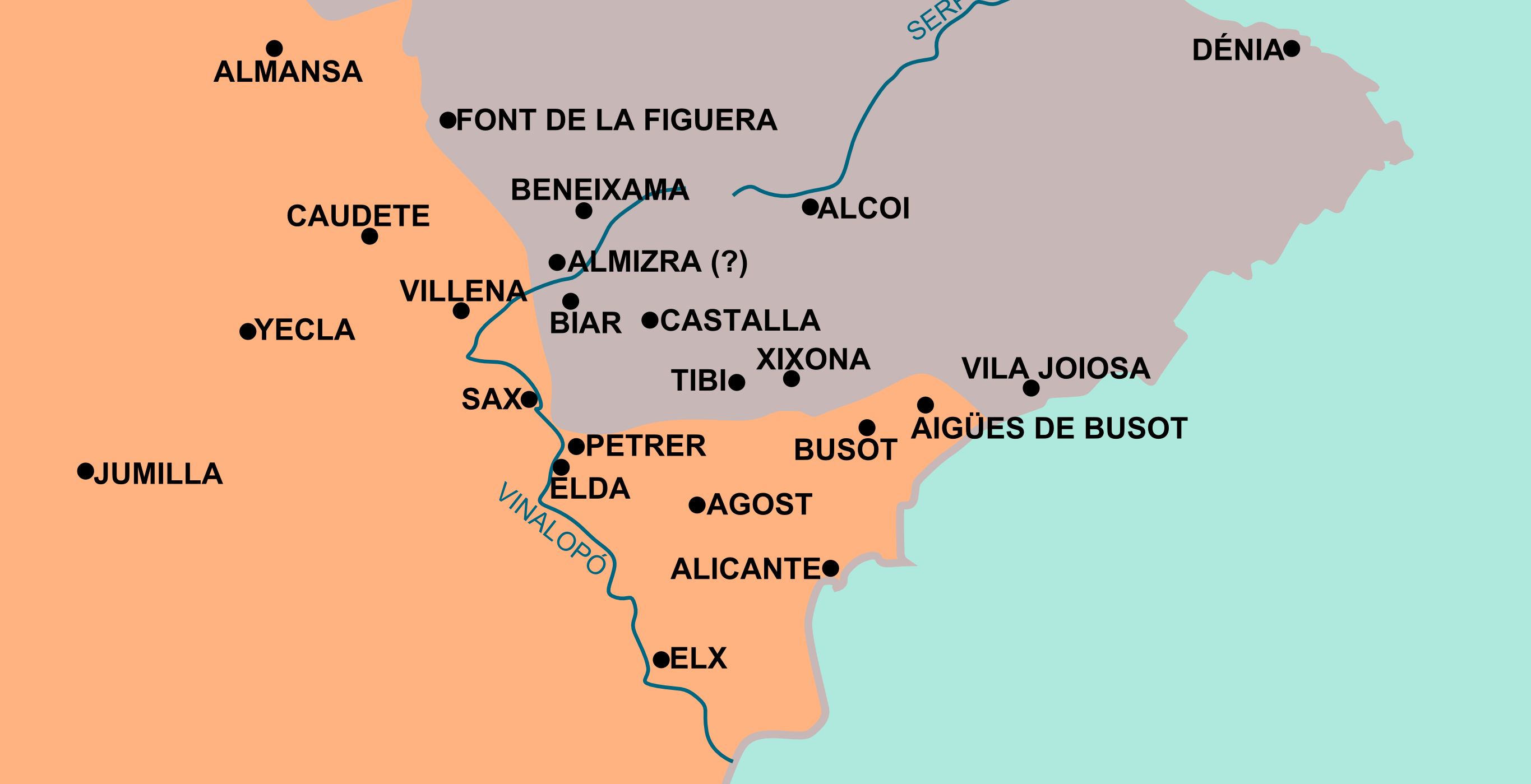
Límites del Tratado de Almizra.

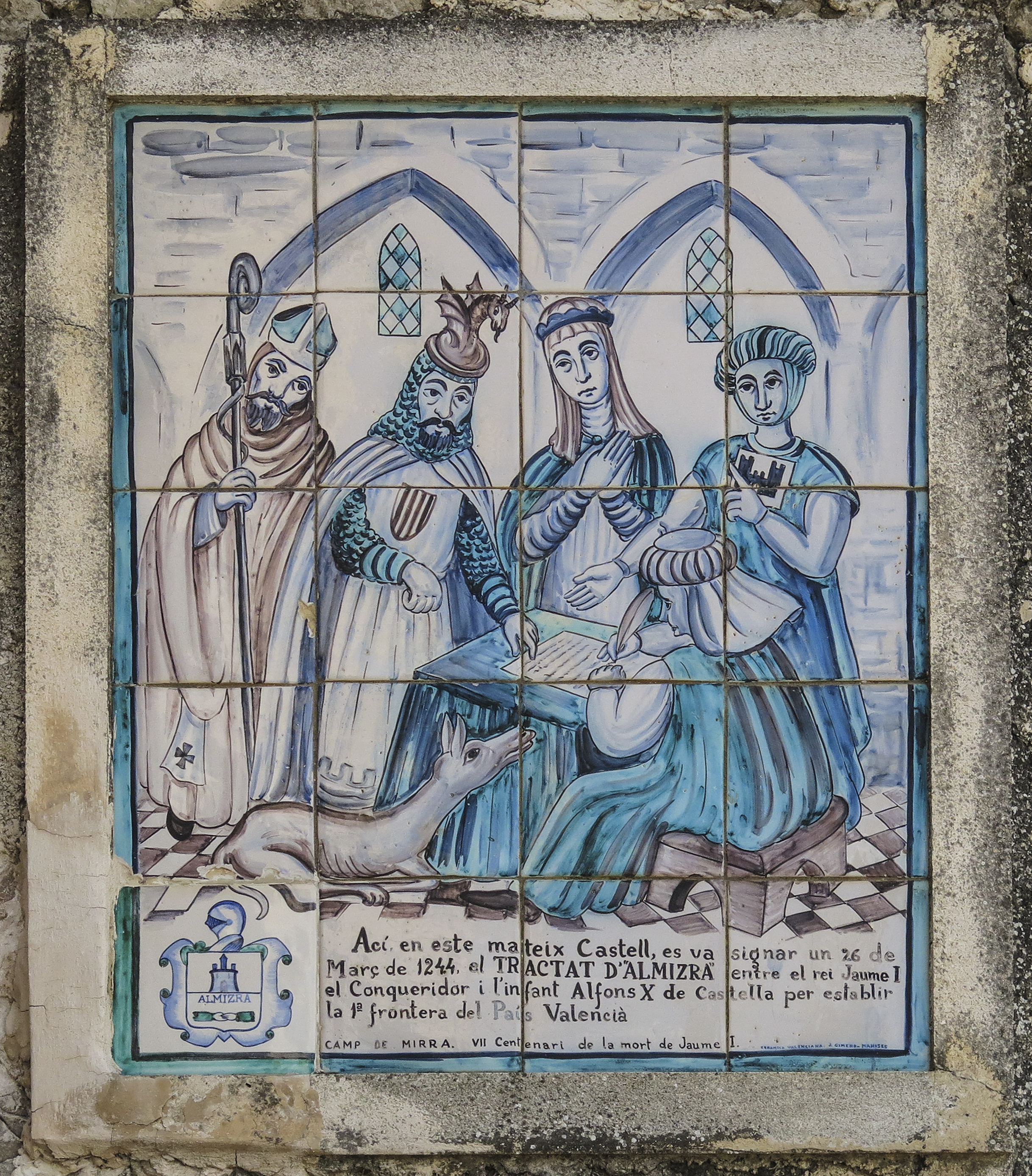
Plafón cerámico del Tratado de Almizra en la Torre del Conjurador del Campo de Mirra.

El Tratado de Almizra es un pacto de paz firmado el 26 de marzo de 1244 entre la Corona de Aragón y la Corona de Castilla que fijó los límites del reino de Valencia. Lo acordaron Jaime I de Aragón y el infante Alfonso de Castilla, que más tarde fue su yerno y futuro rey Alfonso X el Sabio. En el tratado se estipuló que las tierras al sur de la línea Biar-Busot-El Campello (barranç de Aigües) quedarían reservadas a Castilla. 
Este nuevo pacto se origina en el constante incumplimiento por ambas partes de los anteriores tratados, el Tratado de Tudilén (1151) y el Tratado de Cazorla (1179); concretamente la cláusula que ambas partes vulneran es la siguiente: Que ninguno de los dos quite o disminuya al otro algo de la parte a cada uno asignada, ni de otro modo uno de los dos maquine astutamente algún obstáculo contra la ya dicha división; cláusula con la que reforzaban los acuerdos.
Jaime I vulnera esta cláusula al conquistar Villena en 1240 y, con ella, los sitios de Caudete y Sax, que, al estar al otro lado del puerto de Biar, correspondían a Castilla; y el infante D. Alfonso también lo hizo al pretender Játiva en 1244, que correspondía a la Corona de Aragón buscando forzar así un nuevo pacto donde se respetaran las fronteras pactadas en el Tratado de Cazorla.

## Historia
La primera constancia que se tiene del Tratado de Almizra aparece en el segundo capítulo de la crónica de Jaime I, el Libro de los hechos, aunque el texto del tratado no se publicó hasta 1905. Varios medievalistas intentaron atribuirse el hecho, pero fue el presbítero Roque Chabás el descubridor de un legajo sin catalogar buscando en el Archivo de la Corona de Aragón, que resultó ser una copia del Tratado de Almizra.

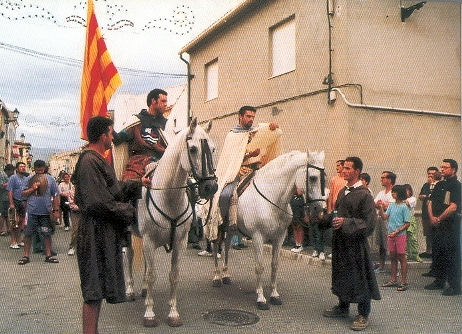
Representación del Tratado de Almizra que se lleva a cabo cada año en Campo de Mirra.

El tratado se firmó en el actual municipio de Campo de Mirra (Alicante), donde desde 1977 hay un monumento que lo conmemora y donde, todos los años, el 25 de agosto durante las fiestas de Moros y Cristianos se hace una representación teatral de su firma.
El lugar quedó definitivamente aclarado en un informe de fecha 8 de julio de 1926 de la Real Academia de la Historia en el cual confirma textualmente: 

Excmo. Sr.: El actual ayuntamiento de Campo de Mirra, corresponde en parte por sus términos jurisdiccionales, con la antigua población de Almiçra (...) La sucinta relación que de la historia de este pueblo queda hecha, demuestra ser el acontecimiento más importante ocurrido en el mismo la paz firmada entre Jaime I de Aragón y su yerno el Infante Don Alfonso de Castilla, tratado que fue suscrito y concertado en el castillo de Almizra.

Si se observa la ubicación de los castillos pertenecientes a ambas coronas, se verá que los correspondientes a Castilla se encuentran en elevaciones en llano, mientras que los de Aragón están todos emplazados en zona montañosa: Jijona cierra el paso a la entrada desde Alicante por la hoya de Jijona hacia la Carrasqueta; Castalla domina toda su hoya al pie del puerto de Biar y hasta Sax; Biar defiende el acceso por su puerto; Almizra (actual Campo de Mirra) domina hasta Bocairente, el valle por el que discurre el curso alto del Vinalopó y Villajoyosa, separada de Alicante por una extensión de montañas áridas. Con esto, la Corona de Aragón consigue controlar los accesos naturales hacia el interior de sus territorios, mientras que Alfonso X consigue evitar que le sean conquistadas sus tierras alicantinas y murcianas y frenar el avance aragonés. Este resultado explicaría la extraña pretensión del castellano por Játiva, que ya se había asegurado para Aragón, forzando así Alfonso que se cumplieran las fronteras pactadas en Cazola.

## Revisión posterior del tratado
En 1296 estalló una nueva guerra entre Castilla y Aragón ya que Jaime II de Aragón invadió el Reino de Murcia, que ya era reino vasallo de Castilla por el Tratado de Alcaraz de 1243 violando las fronteras del tratado de Almizra.
Posteriormente, con la firma de los tratados de Torrellas (1304) y Elche (1305) se dividió el reino en dos partes. Las comarcas del Medio y Bajo Vinalopó, el Campo de Alicante y la Vega Baja del Segura quedaron incorporadas al Reino de Valencia, como Gobernación de Orihuela, lo que más tarde sería la provincia de Alicante. El resto del territorio, con Murcia a la cabeza, seguiría en manos castellanas como Reino de Murcia, las futuras provincias de Murcia y Albacete.